# Enboodhoo (Alif Dhaal)
Pour les articles homonymes, voir Enboodhoo.
Enboodhoo est une petite île inhabitée des Maldives. Son nom signifie « île de l'enboo » (fruit comestible d'un arbre local, Glochidion littorale (sv) ).

## Géographie

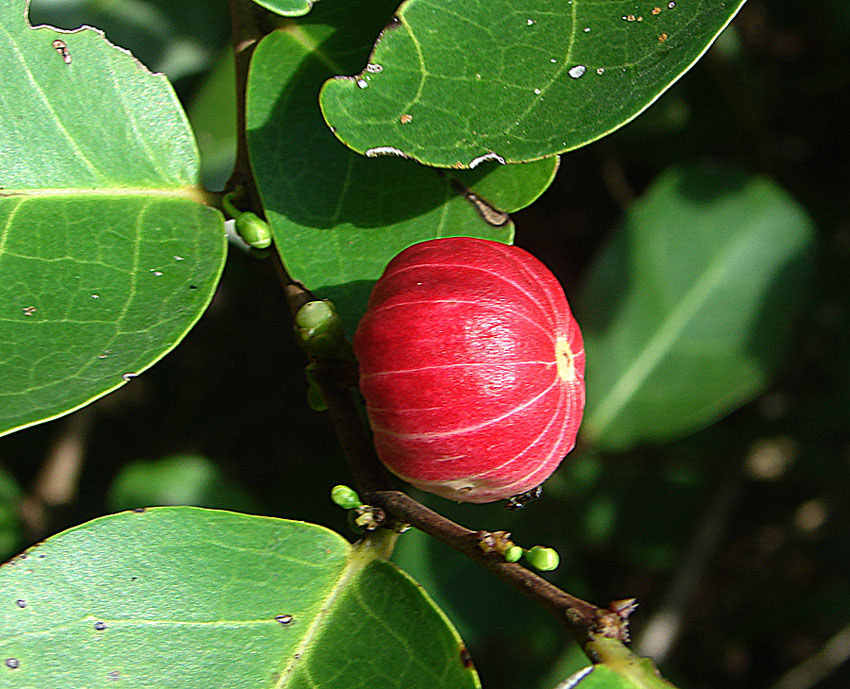
Le fruit Enboo

Enboodhoo est située dans le centre des Maldives, à l'Ouest de l'atoll Ari, dans la subdivision de Alif Dhaal.